# 劉夢詩
劉夢詩（1493年—1572年），字子正，號雲泉，江西吉安府永新縣人，民籍。明朝政治人物。

## 生平
正德五年（1510年）庚午科江西乡试舉人，九年（1514年）甲戌科二甲第116名進士，授刑部主事，改南京工部主事，累管理龍江船厂，升南京刑部郎中，嘉靖三年（1524年）四月丁母忧。历升兖州知府、河东盐运使。。

## 家族
父刘桐，官漳浦、泰顺二知县。母周氏（1471年10月7日 – 1524年5月20日），封太安人。生子四人：长即梦诗、次梦礼、梦贤、次梦弼，蚤世。